# MBC 건축박람회
MBC 건축박람회는 1999년부터 매년 개최되는 박람회이다. 문화방송이 주최하고 동아전람이 주관하며 국토교통부, 한국주택협회, 대한건설협회, 대한주택건설협회, 사단법인 한국실내건축가협회, 사단법인 한국인테리어경영자협회가 후원한다. 동시에 사이버건축박람회가 병행개최되며 관람객들에게 올바른 건축정보를 제공해주고 각 부스별로 건축자재를 전시, 판매하는 역할도 해주고 있다. 매년 3회씩 개최한다.

## 같이 보기
- 문화방송
- 동아전람